# Dominique Jean-Zéphirin
Dominique Jean-Zéphirin (ur. 3 czerwca 1982 w Nicei) – haitański piłkarz występujący na pozycji bramkarza.

## Kariera klubowa
Jean-Zéphirin urodził się w Nicei w rodzinie pochodzenia haitańskiego. Karierę rozpoczynał w 2000 roku w rezerwach zespołu OGC Nice. W 2001 roku wyjechał do Anglii, gdzie grał w amatorskich drużynach Hampton & Richmond Borough (VII liga), Slough Town (VII liga), Lewes (Conference South), Farnborough Town (Conference National) oraz AFC Wimbledon (Conference National). W 2005 roku wrócił do rezerw OGC Nice, grających w CFA i spędził w nich dwa lata.
W 2007 roku Jean-Zéphirin przeszedł do innego zespołu CFA, ES Fréjus. Po dwóch latach, przeniósł się do ROS Menton z CFA 2. W 2010 roku wrócił do Anglii, gdzie występował w Farnborough Town (Conference South) oraz Slough Town (VII liga). W 2011 roku trafił do Staines Town z Conference South. Następnie wrócił do Étoile Fréjus Saint-Raphaël, gdzie w 2014 roku zakończył karierę.

## Kariera reprezentacyjna
W reprezentacji Haiti Jean-Zéphirin zadebiutował w 2008 roku. W 2009 roku został powołany do kadry na Złoty Puchar CONCACAF. Zagrał na nim w meczach z Hondurasem (0:1), Grenadą (2:0), Stanami Zjednoczonymi (2:2) i Meksykiem (0:4), a Haiti zakończyło turniej na ćwierćfinale.